# Confind
Confind Câmpina este o companie din România care produce și comercializează echipamente pentru industria petrolieră.
Produce și benzinării transportabile, fiind singura din țară în acest domeniu.
Este deținută de omul de afaceri Ioan Simion.
Număr de angajați în 2008: 1.600 
Cifra de afaceri în 2008: 70 milioane euro 